# 6.ª etapa del Tour de Francia 2022
La 6.ª etapa del Tour de Francia 2022 tuvo lugar el 7 de julio de 2022 entre Binche en Bélgica y Longwy en Francia sobre un recorrido de 219,9 km. El vencedor fue el esloveno Tadej Pogačar del UAE Emirates, convirtiéndose a su vez en el nuevo líder de la carrera.

## Clasificación de la etapa
| Binche - Longwy | etapa escarpada | (219,9 km) |

| \| Clasificación de la etapa \| Clasificación de la etapa \| Clasificación de la etapa \| Clasificación de la etapa \| Clasificación de la etapa \| \| Ciclista \| Ciclista \| Equipo \| Tiempo \| \| \| ------------------------- \| ------------------------- \| ------------------------- \| ------------------------- \| ------------------------- \| \| 1.º \| Tadej Pogačar \| UAE Team Emirates \| 4 h 27 min 13 s \| \| \| 2.º \| Michael Matthews \| BikeExchange-Jayco \| + 0 s \| \| \| 3.º \| David Gaudu \| Groupama-FDJ \| + 0 s \| \| \| 4.º \| Thomas Pidcock \| Ineos Grenadiers \| + 0 s \| \| \| 5.º \| Nairo Quintana \| Arkéa-Samsic \| + 0 s \| \| \| 6.º \| Dylan Teuns \| Bahrain Victorious \| + 0 s \| \| \| 7.º \| Jonas Vingegaard \| Jumbo-Visma \| + 0 s \| \| \| 8.º \| Daniel Felipe Martínez \| Ineos Grenadiers \| + 0 s \| \| \| 9.º \| Primož Roglič \| Jumbo-Visma \| + 0 s \| \| \| 10.º \| Romain Bardet \| Team DSM \| + 0 s \| \| |                        |                    |                 |
| |                        |                    |                 |
| Fuente: ProCyclingStats |                        |                    |                 |
| Clasificación de la etapa |                        |                    |                 |
| Ciclista | Ciclista               | Equipo             | Tiempo          |
| 1.º | Tadej Pogačar          | UAE Team Emirates  | 4 h 27 min 13 s |
| 2.º | Michael Matthews       | BikeExchange-Jayco | + 0 s           |
| 3.º | David Gaudu            | Groupama-FDJ       | + 0 s           |
| 4.º | Thomas Pidcock         | Ineos Grenadiers   | + 0 s           |
| 5.º | Nairo Quintana         | Arkéa-Samsic       | + 0 s           |
| 6.º | Dylan Teuns            | Bahrain Victorious | + 0 s           |
| 7.º | Jonas Vingegaard       | Jumbo-Visma        | + 0 s           |
| 8.º | Daniel Felipe Martínez | Ineos Grenadiers   | + 0 s           |
| 9.º | Primož Roglič          | Jumbo-Visma        | + 0 s           |
| 10.º | Romain Bardet          | Team DSM           | + 0 s           |

## Clasificaciones al final de la etapa

### Clasificación general(Maillot Jaune)
| \| Clasificación general \| Clasificación general \| Clasificación general \| Clasificación general \| Clasificación general \| \| Ciclista \| Ciclista \| Equipo \| Tiempo \| \| \| --------------------- \| ---------------------- \| --------------------- \| --------------------- \| --------------------- \| \| 1.º \| Tadej Pogačar \| UAE Team Emirates \| 20 h 44 min 44 s \| \| \| 2.º \| Neilson Powless \| EF Education-EasyPost \| + 4 s \| \| \| 3.º \| Jonas Vingegaard \| Jumbo-Visma \| + 31 s \| \| \| 4.º \| Adam Yates \| Ineos Grenadiers \| + 39 s \| \| \| 5.º \| Thomas Pidcock \| Ineos Grenadiers \| + 40 s \| \| \| 6.º \| Geraint Thomas \| Ineos Grenadiers \| + 46 s \| \| \| 7.º \| Aleksandr Vlásov \| Bora-Hansgrohe \| + 52 s \| \| \| 8.º \| Daniel Felipe Martínez \| Ineos Grenadiers \| + 1 min 00 s \| \| \| 9.º \| Romain Bardet \| Team DSM \| + 1 min 01 s \| \| \| 10.º \| David Gaudu \| Groupama-FDJ \| + 1 min 02 s \| \| |                        |                       |                  |
| |                        |                       |                  |
| Fuente: ProCyclingStats |                        |                       |                  |
| Clasificación general |                        |                       |                  |
| Ciclista | Ciclista               | Equipo                | Tiempo           |
| 1.º | Tadej Pogačar          | UAE Team Emirates     | 20 h 44 min 44 s |
| 2.º | Neilson Powless        | EF Education-EasyPost | + 4 s            |
| 3.º | Jonas Vingegaard       | Jumbo-Visma           | + 31 s           |
| 4.º | Adam Yates             | Ineos Grenadiers      | + 39 s           |
| 5.º | Thomas Pidcock         | Ineos Grenadiers      | + 40 s           |
| 6.º | Geraint Thomas         | Ineos Grenadiers      | + 46 s           |
| 7.º | Aleksandr Vlásov       | Bora-Hansgrohe        | + 52 s           |
| 8.º | Daniel Felipe Martínez | Ineos Grenadiers      | + 1 min 00 s     |
| 9.º | Romain Bardet          | Team DSM              | + 1 min 01 s     |
| 10.º | David Gaudu            | Groupama-FDJ          | + 1 min 02 s     |

### Clasificación por puntos(Maillot Vert)
| Clasificación por puntos | Clasificación por puntos | Clasificación por puntos           | Clasificación por puntos | Clasificación por puntos |
| Ciclista                 | Ciclista                 | Equipo                             | Puntos                   |                          |
| ------------------------ | ------------------------ | ---------------------------------- | ------------------------ | ------------------------ |
| 1.º                      | Wout van Aert            | Jumbo-Visma                        | 198 pts                  |                          |
| 2.º                      | Fabio Jakobsen           | Quick-Step Alpha Vinyl             | 137 pts                  |                          |
| 3.º                      | Jasper Philipsen         | Alpecin-Deceuninck                 | 89 pts                   |                          |
| 4.º                      | Magnus Cort              | EF Education-EasyPost              | 86 pts                   |                          |
| 5.º                      | Peter Sagan              | TotalEnergies                      | 86 pts                   |                          |
| 6.º                      | Christophe Laporte       | Jumbo-Visma                        | 83 pts                   |                          |
| 7.º                      | Tadej Pogačar            | UAE Team Emirates                  | 78 pts                   |                          |
| 8.º                      | Simon Clarke             | Israel-Premier Tech                | 67 pts                   |                          |
| 9.º                      | Dylan Groenewegen        | BikeExchange-Jayco                 | 60 pts                   |                          |
| 10.º                     | Taco van der Hoorn       | Intermarché-Wanty-Gobert Matériaux | 50 pts                   |                          |

### Clasificación de la montaña(Maillot à Pois Rouges)
| Clasificación de la montaña | Clasificación de la montaña | Clasificación de la montaña | Clasificación de la montaña | Clasificación de la montaña |
| Ciclista                    | Ciclista                    | Equipo                      | Puntos                      |                             |
| --------------------------- | --------------------------- | --------------------------- | --------------------------- | --------------------------- |
| 1.º                         | Magnus Cort                 | EF Education-EasyPost       | 11 pts                      |                             |
| 2.º                         | Alexis Vuillermoz           | TotalEnergies               | 2 pts                       |                             |
| 3.º                         | Wout van Aert               | Jumbo-Visma                 | 2 pts                       |                             |
| 4.º                         | Quinn Simmons               | Trek-Segafredo              | 1 pt                        |                             |
| 5.º                         | David Gaudu                 | Groupama-FDJ                | 1 pt                        |                             |
| 6.º                         | Jakob Fuglsang              | Israel-Premier Tech         | 1 pt                        |                             |
| 7.º                         | George Bennett              | UAE Team Emirates           | -1 pt                       |                             |
| 8.º                         | Mathieu Burgaudeau          | TotalEnergies               | -1 pt                       |                             |

### Clasificación del mejor joven(Maillot Blanc)
| Clasificación del mejor joven | Clasificación del mejor joven | Clasificación del mejor joven | Clasificación del mejor joven | Clasificación del mejor joven |
| Ciclista                      | Ciclista                      | Equipo                        | Tiempo                        |                               |
| ----------------------------- | ----------------------------- | ----------------------------- | ----------------------------- | ----------------------------- |
| 1.º                           | Tadej Pogačar                 | UAE Team Emirates             | 20 h 44 min 44 s              |                               |
| 2.º                           | Thomas Pidcock                | Ineos Grenadiers              | + 40 s                        |                               |
| 3.º                           | Jasper Philipsen              | Alpecin-Deceuninck            | + 1 min 58 s                  |                               |
| 4.º                           | Brandon McNulty               | UAE Team Emirates             | + 2 min 59 s                  |                               |
| 5.º                           | Andreas Leknessund            | Team DSM                      | + 4 min 24 s                  |                               |
| 6.º                           | Matteo Jorgenson              | Movistar Team                 | + 7 min 42 s                  |                               |
| 7.º                           | Florian Vermeersch            | Lotto-Soudal                  | + 10 min 06 s                 |                               |
| 8.º                           | Luca Mozzato                  | B&B Hotels-KTM                | + 10 min 18 s                 |                               |
| 9.º                           | Fred Wright                   | Bahrain Victorious            | + 11 min 06 s                 |                               |
| 10.º                          | Kevin Geniets                 | Groupama-FDJ                  | + 12 min 43 s                 |                               |

### Clasificación por equipos(Classement par Équipe)
| Clasificación por equipos | Clasificación por equipos | Clasificación por equipos | Clasificación por equipos |
| Equipo                    | Equipo                    | Tiempo                    |                           |
| ------------------------- | ------------------------- | ------------------------- | ------------------------- |
| 1.º                       | Ineos Grenadiers          | 62 h 15 min 57 s          |                           |
| 2.º                       | Jumbo-Visma               | + 1 min 01 s              |                           |
| 3.º                       | Bora-Hansgrohe            | + 2 min 21 s              |                           |
| 4.º                       | EF Education-EasyPost     | + 2 min 59 s              |                           |
| 5.º                       | Trek-Segafredo            | + 3 min 05 s              |                           |
| 6.º                       | Bahrain Victorious        | + 3 min 23 s              |                           |
| 7.º                       | Team DSM                  | + 3 min 54 s              |                           |
| 8.º                       | UAE Team Emirates         | + 5 min 07 s              |                           |
| 9.º                       | Arkéa-Samsic              | + 5 min 12 s              |                           |
| 10.º                      | Groupama-FDJ              | + 5 min 50 s              |                           |

## Abandonos
Daniel Oss, como consecuencia de las lesiones sufridas en una caída del día anterior, no tomó la salida. Por su parte, Alex Kirsch no completó la etapa tras llevar varios días enfermo.